# Heraion (Samo)
L'Heraion di Samo era un grande tempio ionico dedicato ad Era e situato nella parte meridionale dell'isola di Samo (Grecia). Molte delle diverse fasi costruttive dell'Heraion sono state identificate anche grazie alla datazione dei materiali di copertura ritrovati nei pressi dell'edificio. La costruzione che risale al periodo tardo arcaico (VII-VI secolo a.C.) è stata determinante per la definizione dello stile ionico, ma esistono tracce di un edificio più antico, risalente all'VIII secolo (periodo geometrico) o precedente. Le rovine dell'Heraion di Samo sono entrate nella lista del patrimonio mondiale dell'Unesco nel 1992.

## Contesto storico-artistico
I cinquant'anni tra VII e VI secolo a.C. furono, per la civiltà greca che abitava le coste ioniche dell'Asia Minore, anni di floridi commerci e di crescita culturale, di cui è rimasta traccia nell'ammirazione espressa da Erodoto per la popolazione di Samo alla quale si devono grandi realizzazioni urbanistiche e architettoniche, tra le quali lo storico greco annovera l'Heraion.
Ricchezza materiale e scambi culturali sarebbero all'origine del formarsi di uno stile proprio di questa zona geografica: la tendenza al gigantismo dei templi ionici viene considerata come una conseguenza della vicinanza delle grandi costruzioni dei sovrani persiani, mentre la ricerca dei valori ornamentali è probabilmente un retaggio minoico che lascia più spazio a libertà compositive rispetto alla contemporanea rigorosità dei templi dorici.

## Descrizione

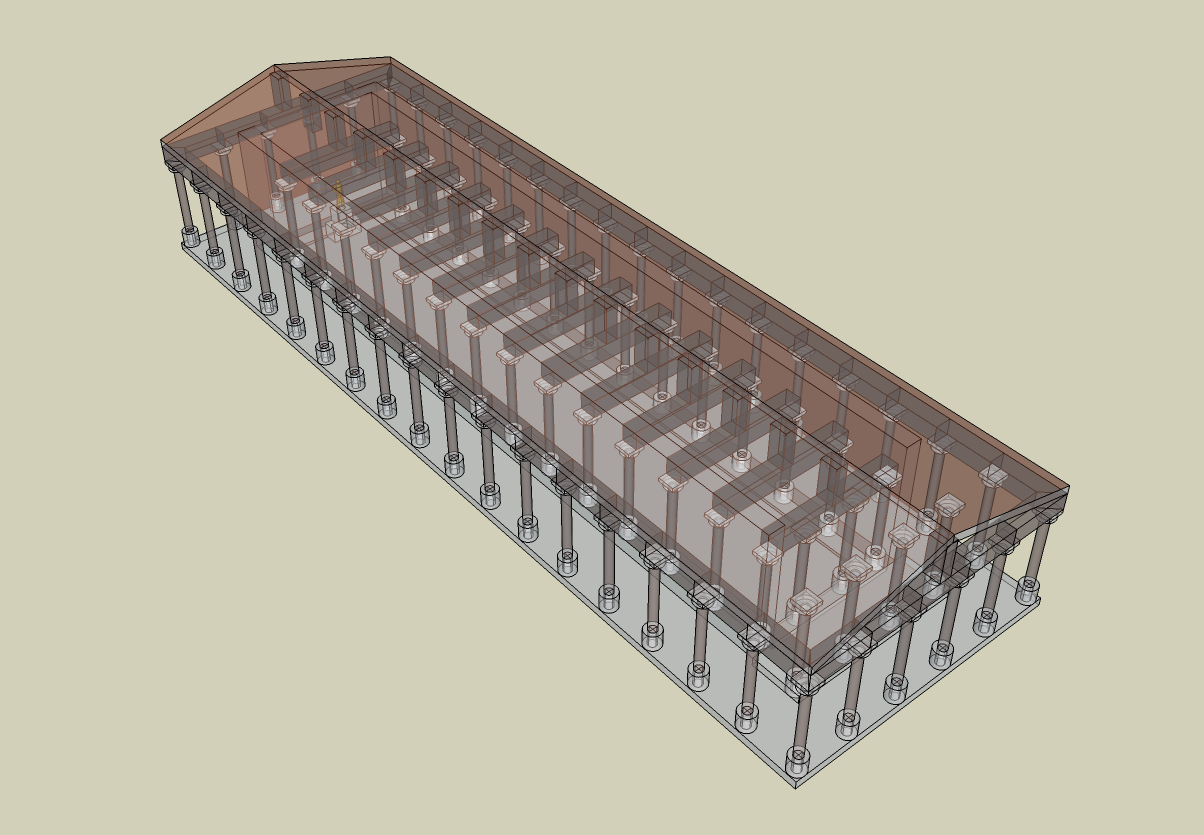
Ricostruzione isometrica del tempio

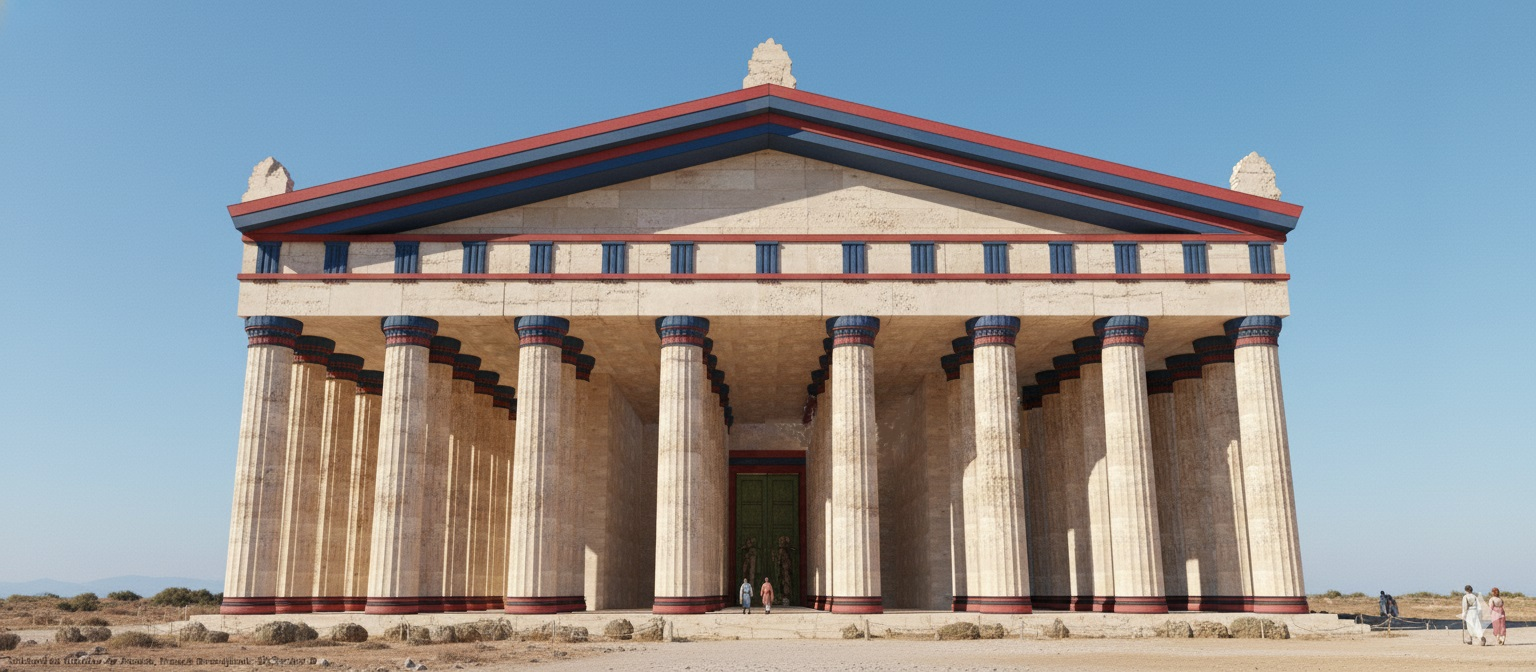
Ricostruzione della facciata del tempio

Il primo edificio, o quello che è stato identificato come risalente all'VIII secolo era chiamato hekatompedon, «tempio di 100 piedi», corrispondenti ai 32 m di lunghezza dell'edificio, mentre la larghezza era di 20 piedi, circa 6,50 m. La cella era divisa in due navate da un'unica fila centrale di colonne che reggevano la copertura; sul fondo, leggermente decentrata, si trovava una base di pietra che reggeva la statua di culto in legno. Nella seconda metà dell'VIII secolo a.C. i costruttori di Samo aggiunsero una serie di colonne in legno su basi di pietra intorno alla lunga stanza.
Questo primo edificio venne ricostruito una prima volta nel 670 a.C., probabilmente a seguito di una alluvione, e in questa occasione la cella, circondata da un portico di 6x18 colonne, venne liberata dal colonnato mediano per accrescere l'impatto visivo con la statua della dea sul fondo; una serie di pilastri, probabilmente lignei, sosteneva il tetto, e altri erano disposti intorno alla cella a distanza uniforme. Verso il 640 a.C. fu aggiunto un portico di oltre 60 m di lunghezza, diviso in tre navate da due serie parallele di pilastri di legno. 
Fra il 570 e il 560 a.C., il tempio venne spostato a occidente e ricostruito su di un'area dodici volte più estesa di quella del precedente edificio. Gli artisti chiamati ad occuparsi di questa nuova costruzione furono Reco (Rhoikos) e Teodoro di Samo (Theodòros o Teodoro II) i quali progettarono un edificio di proporzioni enormi: 104 colonne nel peristilio su due file (fu il primo tempio diptero oggi noto), 8 colonne in fronte, 10 colonne su due file all'interno del pronao, 22 colonne, sempre su due file, all'interno della cella. La grande profondità del pronao rimarrà una regola degli edifici della Ionia, ma altri sono gli elementi in questo edificio che segneranno lo stile ionico nel suo formarsi: le colonne si ergevano non più direttamente dallo stilobate bensì da una base modanata a sezioni orizzontali, inoltre le ante erano decorate con sfingi a rilievo e cornici vegetali stilizzate. Di fronte al tempio si trovava l'altare ricostruito intorno al 550 a.C. 
Trascorsero circa dieci anni e il tempio di Rhoikos e Teodoro dovette essere ricostruito, a causa di un dissesto statico; un nuovo edificio sorse nello stesso luogo, ancora più vasto del precedente, iniziato da Policrate, tiranno di Samo tra il 538 e il 522 a.C. Il “tempio di Policrate”, al quale appartiene l'unica colonna visibile nel sito, misurava 108 x 55 m, prevedeva un alto stilobate, cui si accedeva mediante una gradinata, e tre file di colonne sui lati corti a seguire l'esempio del Tempio di Artemide a Efeso; ma i lavori per questo Heraion non vennero mai portati a termine e dal 391, anno dei Decreti teodosiani, il sito dovette subire, come tanti altri, la spoliazione e il reimpiego dei materiali.

## Ricerche archeologiche
Tra i reperti provenienti dal santuario di Hera ricordiamo: il Kouros di Samo e il Gruppo di Gheneleos entrambi della metà del VI secolo a.C. e conservati al Museo Archeologico di Samo; le due korai di Cheramyes conservate al Louvre (Hera di Cheramyes) e a Berlino (Afrodite di Cheramyes), datate 570-560 a.C.